# Patxi Puñal
Patxi Puñal, właśc. Francisco Puñal Martínez (ur. 6 września 1975 roku w Pampelunie) – były hiszpański piłkarz występujący na pozycji środkowego pomocnika.

## Kariera klubowa
Patxi Puñal jest wychowankiem CA Osasuna. W 1996 roku został członkiem drugiej drużyny "Los Rojillos", natomiast w 1997 roku został włączony do kadry pierwszego zespołu. Zadebiutował w nim 15 czerwca tego samego roku w zremisowanym 1:1 meczu Segunda División przeciwko SD Eibar. Wywalczył sobie miejsce w podstawowej jedenastce i w debiutanckim sezonie rozegrał 25 spotkań. Następnie stracił jednak miejsce w składzie i w trakcie rozgrywek 1999/2000 został wypożyczony do CD Leganés. Tam przebił się do pierwszej jedenastki, zaliczył łącznie 62 występy i strzelił dwanaście goli.
Do Pampeluny powrócił w 2001 roku, kiedy to Osasuna grała już w rozgrywkach Primera División. W pierwszej lidze hiszpański gracz zadebiutował 26 sierpnia tego samego roku w przegranym 0:3 domowym spotkaniu z Celtą Vigo. Osasuna w Primera División spisywała się jednak bardzo słabo i kończyła ligowe rozgrywki w dolnych częściach tabeli. W sezonie 2004/2005 „Los Rojillos” dotarli do finału Pucharu Króla, w którym przegrali po dogrywce z Realem Betis 2:1. W rozgrywkach 2005/2006 zajęli natomiast czwartą lokatę w Primera División, a w sezonie 2006/2007 dotarli do półfinału Pucharu UEFA.
Puñal zakończył karierę w 2014 roku. Dla Osasuny rozegrał 458 spotkań ligowych. Zdobył w nich 23 bramki.